# David Freeman-Mitford, II barone Redesdale
David Bertram Ogilvy Freeman-Mitford, II barone Redesdale (Londra, 13 marzo 1878 – Isola di Mull, 17 marzo 1958), è stato un nobile e ufficiale inglese; era il padre delle sorelle Mitford.

## Biografia
Redesdale era il secondo figlio di Algernon Freeman-Mitford, I barone Redesdale, e di sua moglie, Lady Clementina Ogilvy. I Mitford sono una famiglia nobiliare, proprietari terrieri del Northumberland, risalenti al XIV secolo. Il trisavolo di Redesdale era lo storico William Mitford. Suo padre era un diplomatico, un politico e un autore, con grandi proprietà ereditate nel Gloucestershire, nell'Oxfordshire e nel Northumberland. Fu elevato al titolo di pari nel 1902, e quindi suo figlio divenne noto con il nome di David Freeman-Mitford, sebbene fosse più comunemente usato il cognome Mitford.
La leggendaria eccentricità di Mitford era evidente sin dalla tenera età. Da bambino era incline a improvvisi attacchi di rabbia. Era totalmente disinteressato alla lettura o all'educazione, desiderando solo passare il tempo a cavalcare. In seguito amava vantarsi di aver letto solo un libro nella sua vita, il romanzo di Jack London Zanna Bianca, sulla base del fatto che gli era piaciuto così tanto che aveva giurato di non leggerne mai un altro, anche se in realtà leggeva la maggior parte dei libri delle sue figlie.
La sua mancanza di attitudine accademica portò a non essere accettato a Eton con suo fratello maggiore, ma piuttosto a Radley, con l'intenzione di entrare nell'esercito. Fallito l'esame di ammissione alla Reale accademia militare di Sandhurst, è stato invece inviato a Ceylon per lavorare per una piantagione di tè.

### Carriera
All'inizio del 1900 tornò in Inghilterra e il 23 maggio 1900 si unì ai Northumberland Fusiliers come sottotenente. Il suo battaglione servì nella Seconda guerra boera in Sudafrica, dove Mitford si unì presto ai combattimenti, in cui prestò servizio con distinzione e fu ferito tre volte, perdendo un polmone. È stato brevemente catturato dai boeri nel giugno del 1900 ma riuscì a fuggire. Nel maggio 1901 fu nominato aiutante di campo a Lord Methuen e il 10 agosto 1901 fu promosso a tenente. Servì nella 40th (Oxfordshire) Company of the Imperial Yeomanry e tornò nel Regno Unito nell'aprile 1902. Dopo il suo ritorno, era tornato come tenente regolare nel suo reggimento. Si dimise dall'esercito nell'ottobre 1902.
Per un certo periodo suo suocero lo assunse come direttore della The Lady, ma non mostrò alcun interesse o talento per questo. I Mitford viaggiarono regolarmente in Canada, dove Mitford possedeva una proprietà vicino a Swastika, in Ontario.
Allo scoppio della prima guerra mondiale nel 1914, si ricongiunse immediatamente ai Northumberland Fusiliers. Fu nominato tenente e prestò servizio come ufficiale di logistica nelle Fiandre, ottenendo una menzione in dispacci per il suo coraggio durante la Seconda Battaglia di Ypres dove il suo fratello maggiore, Clement, fu ucciso. Con un solo polmone e con il grado di capitano, fu liberato dal servizio attivo nel 1916. Dopo la morte del padre nel 1916, essendo ora Lord Redesdale, fu brevemente nominato Provost Marshal per l'Oxfordshire, con la responsabilità di assicurare l'arruolamento di nuove reclute. Servì come ufficiale di terra con la Royal Air Force (1918–1919).

### Lord Redesdale
Come Lord Redesdale non frequentò molto spesso la Camera dei lord.
Sebbene Redesdale fosse un grande proprietario terriero, non era un uomo ricco: le proprietà erano poco redditizie e gli affitti erano bassi. Con sette figli da sfamare e cinque servi da pagare, non poteva mantenere le spese della sua grande casa a Batsford, nelle Cotswolds. Comprò ed estese Asthall Manor e poi si trasferì nella vicina Swinbrook. Qui ha assecondato la sua passione per l'architettura, costruendo una nuova grande casa, dal nome del villaggio, che appare come la casa di famiglia nei libri delle sue figlie Nancy e Jessica. La spesa di questi lavori ha quasi rovinato Redesdale, che non era bravo nella gestione delle sue finanze. Questo, oltre alla sua crescente delusione per il fatto che avesse più figlie che figli maschi, portò al deterioramento del suo temperamento.

### Opinioni politiche
Come nobile, Redesdale era un membro della Camera dei lord. Ha frequentato la Camera con coscienza, anche se non era interessato alla politica dei partiti o alla legislazione, eccetto per essere contrario a quasi tutti i cambiamenti. Negli anni '30, tuttavia, sia lui che sua moglie svilupparono una forte simpatia per il fascismo, e Redesdale divenne noto per le sue idee di estrema destra, in particolare l'antisemitismo. Sua figlia Diana, lei stessa un appassionato fascista e dal 1936 la moglie del leader fascista britannico Sir Oswald Mosley, lo descrisse come uno dei fascisti di natura. Di conseguenza, fu permanentemente estraniato da sua figlia Jessica, che era una comunista, e dalla figlia maggiore Nancy, che era un forte antifascista anche se non come Jessica.
Suo suocero, Thomas Gibson Bowles, era stato uno dei più forti sostenitori parlamentari della Royal Navy mentre era un deputato; suo zio materno William Evans-Gordon era un ufficiale dell'esercito britannico in pensione che si opponeva all'immigrazione incontrollata in Gran Bretagna, alleato della British Brothers League e contribuì a mettere in atto l'Aliens Act del 1905.
Redesdale era uno xenofobo istintivo; era tornato dalla prima guerra mondiale con l'antipatia dei francesi e un profondo odio per i tedeschi. All'inizio era sprezzante dell'entusiasmo mostrato dalle figlie Diana e Unity per la Germania nazista e di Adolf Hitler. Nel novembre del 1938, tuttavia, i Redesdale accompagnarono le loro figlie in Germania, dove parteciparono al Raduno di Norimberga e incontrarono Hitler. Entrambi i Redesdale furono immediatamente conquistati dall'apparente fascino di Hitler e dalle sue dichiarazioni di Anglofilia. In seguito, Redesdale parlò alla Camera dei lord a favore dell'Anschluss e di restituire le colonie della Germania, e divenne un forte sostenitore della politica di pacificazione di Neville Chamberlain nei confronti della Germania. Lady Redesdale andò oltre, scrivendo articoli di lode su Hitler e in appoggio al nazionalsocialismo.
Lo scoppio della seconda guerra mondiale fece precipitare in una serie di crisi nella famiglia Mitford. Redesdale era soprattutto un patriota e, appena fu dichiarata la guerra, ritrattò il suo sostegno a Hitler e divenne di nuovo violentemente antitedesco. Lady Redesdale rimase fedele alle sue simpatie naziste, e come risultato la coppia si estraniò e si separò nel 1943. Unity, che era innamorata di Hitler, tentò il suicidio a Monaco il giorno in cui fu dichiarata la guerra e subì gravi danni cerebrali. Fu portata a casa da un invalido e Lady Redesdale si prese cura di lei fino alla sua morte nel 1948. Diana e Oswald Mosley furono internati nel 1940 come rischi per la sicurezza e trascorsero tre anni in prigione. Il marito di Jessica, Esmond Romilly, fu ucciso in azione nel 1941, approfondendo la sua amarezza verso il ramo fascista della famiglia; non parlò mai più a suo padre, né a Diana fino al 1973, sebbene si fosse riconciliata con sua madre negli anni '50.

## Matrimonio
Sposò, il 6 febbraio 1904, Sydney Bowles (1880–25 maggio 1963), figlia di Thomas Gibson Bowles. Ebbero sette figli:
- Nancy Mitford (28 novembre 1904–30 giugno 1973), che sposò Peter Rodd, non ebbero figli;
- Pamela Mitford (25 novembre 1907–1994), sposò Derek Jackson, non ebbero figli;
- Thomas David Mitford (2 gennaio 1909–30 marzo 1945);
- Diana Mitford (1910–2003), sposò in prime nozze Bryan Guinness, II barone Moyne, ebbero due figli, e in seconde nozze Sir Oswald Mosley, ebbero due figli;
- Unity Valkyrie Mitford (8 agosto 1914–28 maggio 1948);
- Jessica Lucy Mitford (11 settembre 1917–22 luglio 1996), sposò in prime nozze Esmond Romilly, ebbero due figlie, e in seconde nozze Robert Treuhaft, ebbero due figli;
- Deborah Vivien Mitford (31 marzo 1920–24 settembre 2014), sposò Andrew Cavendish, XI duca di Devonshire, ebbero sei figli.

## Morte
Nel 1945, il suo unico figlio, Thomas, fu ucciso in azione in Birmania, un colpo da cui Redesdale, già depresso dalla fine del suo matrimonio, non si riprese mai. Redesdale si ritirò a Inchkenneth, un'isola nelle Ebridi al largo della costa occidentale della Scozia, che aveva acquistato nel 1938. Successivamente si trasferì a Redesdale nel Northumberland, la proprietà ancestrale della sua famiglia. Ha vissuto lì come un recluso. Morì lì il 17 marzo 1958 e fu sepolto a Swinbrook, dove sono sepolte anche tre delle sue figlie (Nancy, Diana e Unity). Il titolo passò a suo fratello Bertram.

## Ascendenza
|                                              |                                  |                                            | Genitori                                |  |  | Nonni |  |  | Bisnonni      |  |  | Trisnonni       |  |
|                                              |                                  |                                            |                                         |  |  |       |  |  | Henry Mitford |  |  | William Mitford |  |
|                                              |                                  |                                            |                                         |  |  |       |  |  | Henry Mitford |  |  | William Mitford |  |
|                                              |                                  | Frances Molloy                             |                                         |  |  |       |  |  | Henry Mitford |  |  |                 |  |
| Henry Reveley Mitford                        |                                  |                                            |                                         |  |  |       |  |  | Henry Mitford |  |  |                 |  |
|                                              |                                  | Mary Anstruther                            | David Anstruther                        |  |  |       |  |  |               |  |  |                 |  |
|                                              |                                  | Mary Anstruther                            | David Anstruther                        |  |  |       |  |  |               |  |  |                 |  |
|                                              |                                  | Mary Anstruther                            | Mary Donaldson                          |  |  |       |  |  |               |  |  |                 |  |
| Algernon Freeman-Mitford, I barone Redesdale |                                  | Mary Anstruther                            |                                         |  |  |       |  |  |               |  |  |                 |  |
|                                              |                                  | George Ashburnham, III conte di Ashburnham | John Ashburnham, II conte di Ashburnham |  |  |       |  |  |               |  |  |                 |  |
|                                              |                                  | George Ashburnham, III conte di Ashburnham | John Ashburnham, II conte di Ashburnham |  |  |       |  |  |               |  |  |                 |  |
|                                              |                                  | George Ashburnham, III conte di Ashburnham | Elizabeth Crowley                       |  |  |       |  |  |               |  |  |                 |  |
| Georgiana Ashburnham                         |                                  | George Ashburnham, III conte di Ashburnham |                                         |  |  |       |  |  |               |  |  |                 |  |
|                                              |                                  | Charlotte Percy                            | Algernon Percy, I conte di Beverly      |  |  |       |  |  |               |  |  |                 |  |
|                                              |                                  | Charlotte Percy                            | Algernon Percy, I conte di Beverly      |  |  |       |  |  |               |  |  |                 |  |
|                                              |                                  | Charlotte Percy                            | Isabella Susanna Burrel                 |  |  |       |  |  |               |  |  |                 |  |
| David Freeman-Mitford, II barone Redesdale   |                                  | Charlotte Percy                            |                                         |  |  |       |  |  |               |  |  |                 |  |
|                                              | David Ogilvy, IX conte di Airlie | Walter Ogilvy, VIII conte di Airlie        |                                         |  |  |       |  |  |               |  |  |                 |  |
|                                              | David Ogilvy, IX conte di Airlie | Walter Ogilvy, VIII conte di Airlie        |                                         |  |  |       |  |  |               |  |  |                 |  |
|                                              | David Ogilvy, IX conte di Airlie | Jean Ogilvy                                |                                         |  |  |       |  |  |               |  |  |                 |  |
| David Ogilvy, X conte di Airlie              | David Ogilvy, IX conte di Airlie |                                            |                                         |  |  |       |  |  |               |  |  |                 |  |
|                                              |                                  | Clementina Drummond                        | Gavin Drummond                          |  |  |       |  |  |               |  |  |                 |  |
|                                              |                                  | Clementina Drummond                        | Gavin Drummond                          |  |  |       |  |  |               |  |  |                 |  |
|                                              |                                  | Clementina Drummond                        | Clementina Graham                       |  |  |       |  |  |               |  |  |                 |  |
| Clementina Ogilvy                            |                                  | Clementina Drummond                        |                                         |  |  |       |  |  |               |  |  |                 |  |
|                                              |                                  | Edward Stanley, II barone di Alderley      | John Stanley, I barone di Alderley      |  |  |       |  |  |               |  |  |                 |  |
|                                              |                                  | Edward Stanley, II barone di Alderley      | John Stanley, I barone di Alderley      |  |  |       |  |  |               |  |  |                 |  |
|                                              |                                  | Edward Stanley, II barone di Alderley      | Maria Holroyd                           |  |  |       |  |  |               |  |  |                 |  |
| Henrietta Stanley                            |                                  | Edward Stanley, II barone di Alderley      |                                         |  |  |       |  |  |               |  |  |                 |  |
|                                              |                                  | Henrietta Maria Dillon-Lee                 | Henry Dillon-Lee, XIII visconte Dillon  |  |  |       |  |  |               |  |  |                 |  |
|                                              |                                  | Henrietta Maria Dillon-Lee                 | Henry Dillon-Lee, XIII visconte Dillon  |  |  |       |  |  |               |  |  |                 |  |
|                                              |                                  | Henrietta Maria Dillon-Lee                 | Henrietta Browne                        |  |  |       |  |  |               |  |  |                 |  |
|                                              |                                  | Henrietta Maria Dillon-Lee                 |                                         |  |  |       |  |  |               |  |  |                 |  |